# Pilgrims Society
Die Pilgrims Society ist eine Organisation, die sich der Förderung der Beziehungen zwischen dem Vereinigten Königreich und den Vereinigten Staaten verschrieben hat. Sie setzt sich aus den Pilgrims of Great Britain in London und ihrer Schwesterorganisation, den Pilgrims of the United States in New York City zusammen, welche sich jährlich treffen. Seit ihrer Gründung im Jahre 1902 hatte die Pilgrims Society zahlreiche einflussreiche Mitglieder, darunter auch Angehörige des britischen Königshauses und hochrangige Persönlichkeiten aus Wirtschaft, Politik und Gesellschaft.

## Geschichte
Die Pilgrims Society wurde am 16. Juli 1902 gegründet. An dem ersten informellen Treffen der Pilgrims of Great Britain nahmen Konföderiertengeneral Joseph Wheeler, Oberst Bryan Mahon, der Unternehmer Charles Rolls und der Tory-Abgeordnete Harry Brittain teil. Das erste Treffen der Pilgrims of the United States fand am 13. Januar 1903 im Waldorf Astoria Hotel in New York statt. Gegen Ende des 19. Jahrhunderts hatte eine als „Great Rapprochement“ bezeichnete Annäherung der beiden englischsprachigen Nationen begonnen, die sich u. a. als Bündnis gegen den Aufstieg des Deutschen Reiches bildete. Eine engere Abstimmung zwischen Eliten auf beiden Seiten des Atlantiks war nötig, wobei die Pilgrims Society als halboffizieller Kanal zwischen beiden Regierungen fungieren konnte. Die Pilgrims verbanden fast alle einflussreichen Familien der USA, wie die Astors, Du Ponts, Rockefellers, Carnegies, Morgans und Vanderbilts, ⁣⁣mit dem britischen Hochadel und Königshaus. Neben der britischen Aristokratie und Politik waren auch wichtige britische Bank- und Medienhäuser vertreten. Fast alle der frühen amerikanischen Mitglieder gehörten zu den White Anglo-Saxon Protestants der Ostküste und waren durch eine gemeinsame Sozialisierung in den Fraternities und Sororities von Universitäten wie Yale oder Harvard verbunden. Ähnlich war es auf der britischen Seite mit den entsprechenden Äquivalenten wie Oxford und Cambridge. Die Pilgrims Society hatte auch starke Überschneidungen mit anderen wichtigen sozialen Klubs und Vereinigungen an der Ostküste der USA, die das Who’s Who der Gesellschaft versammelten.
Die Pilgrims Society veranstaltete opulente Bankette zwischen den amerikanischen und britischen Ablegern, welche wiederum auch regelmäßige Treffen ihrer Mitglieder veranstalteten. Zentren der Aktivitäten bildeten New York City und London. Ideen zur Gründung weiterer Ableger des exklusiven Klubs in Städten wie Liverpool wurden letztlich nicht umgesetzt. Während des Ersten Weltkriegs unterstütze die Pilgrims Society den Kriegseintritt der USA durch „öffentliche Diplomatie“. 1921 gründeten Verbündete der in der Pilgrims Society organisierten Familien Morgan, Warburg und Rockefeller den Council on Foreign Relations. In der folgenden Zwischenkriegszeit waren die Aktivitäten der Gesellschaft durch den außenpolitischen Isolationismus der Amerikaner und die große Depression eingeschränkt. Viele amerikanische und britische Pilgrims unterstützten die Appeasement-Politik gegenüber Hitlerdeutschland und sympathisierten sogar in einigen Fällen mit der Idee, den Faschismus als „Bollwerk“ gegen den Kommunismus anzusehen und bauten Kontakte zu Hitler und Mussolini auf. Dies änderte sich mit dem Beginn des Zweiten Weltkriegs und der Bombardierung Großbritanniens durch die Deutschen, die zu Solidaritätserklärungen der amerikanischen Pilgrims mit den Briten führte. Im März 1941 hielt Winston Churchill eine Rede, bei der er den Kriegseintritt der Amerikaner und den Sieg über die Achsenmächte als unvermeidlich darzustellen versuchte.
Mit dem Ende des Zweiten Weltkriegs und dem Beginn des Kalten Krieges änderte sich die Ausrichtung der Treffen der Pilgrims. Nun wurde die Eindämmung des Kommunismus und die Schaffung eines geeinten Europas die Hauptprioritäten. Die Pilgrims wurden zudem stärker durch ihren amerikanischen Ableger dominiert und dieser war gleichzeitig weniger exklusiv auf die alte protestantische Ostküstenelite fokussiert. Im Jahre 1977 wurden zudem auch erstmals Frauen der Eintritt erlaubt. Während des Kalten Kriegs waren viele wichtige Konservative auf beiden Seiten des Atlantiks bei den Treffen der Pilgrims anwesend. Dazu zählten auf amerikanischer Seite u. a. Henry Kissinger, Caspar Weinberger, Alexander Haig und George Shultz, die wichtige Rollen in den Nixon- und Reagan-Regierungen einnahmen. Auf britischer Seite waren u. a. Margaret Thatcher und NATO-Generalsekretär Peter Carington, 6. Baron Carrington Mitglieder, was die Bedeutung des Netzwerks für die angloamerikanischen Beziehungen während des Kalten Kriegs unterstreicht. 2002 feierte die Pilgrims Society ihr 100-jähriges Jubiläum im St James’s Palace unter Anwesenheit von Königin Elisabeth II. und Prinz Charles.

## Mitglieder
- Dean Acheson, US-Außenminister
- Winthrop W. Aldrich, US-amerikanischer Bankmanager und US-Botschafter in London
- John Jacob Astor IV, US-amerikanischer Geschäftsmann, Erfinder und Schriftsteller
- William Waldorf Astor, 1. Viscount Astor, amerikanisch-britischer Finanzier und Staatsmann
- Zbigniew Brzeziński, US-Außenminister
- Prescott Bush, US-amerikanischer Politiker
- Nicholas Murray Butler, US-amerikanischer Philosoph und Publizist
- John W. Davis, US-Botschafter in London
- Charles G. Dawes, US-Vizepräsident
- Chauncey Depew, US-Senator für New York
- Allen Welsh Dulles, CIA-Direktor
- John Foster Dulles, US-Außenminister
- Elisabeth II., Königin des Vereinigten Königreichs
- Andrew Carnegie, US-amerikanischer Industrieller
- Peter Carington, 6. Baron Carrington, britischer Politiker und NATO-Generalsekretär
- Charles III., König des Vereinigten Königreichs
- William J. Crowe junior, Admiral und US-Botschafter in London
- Douglas Fairbanks junior, US-amerikanischer Schauspieler
- Alexander Haig, General und US-Außenminister
- Thomas Kean, US-amerikanischer Politiker und Gouverneur von New Jersey
- Joseph P. Kennedy, Begründer der Familie Kennedy, US-Botschafter in London
- Henry Kissinger, US-amerikanischer Diplomat
- Henry Luce, US-amerikanischer Journalist und Verleger, Gründer von Time, Life und Fortune
- George C. Marshall, US-amerikanischer General
- Andrew W. Mellon, US-Finanzminister
- J. P. Morgan, Unternehmer und Bankier
- Henry Morgenthau, US-Finanzminister
- Sandra Day O’Connor, Richterin am Supreme Court
- Ogden R. Reid, US-amerikanischer Politiker
- David Rockefeller, US-amerikanischer Bankmanager und Philanthrop
- John D. Rockefeller, US-amerikanischer Unternehmer und Ölbaron
- Nelson Rockefeller, US-amerikanischer Politiker, Gouverneur von New York, Kunstsammler
- Percy Avery Rockefeller, US-amerikanischer Unternehmer
- Elihu Root, US-Außenminister
- Donald Rumsfeld, US-Verteidigungsminister
- Jakob Heinrich Schiff, US-amerikanischer Bankier
- George Shultz, US-Arbeits-, Finanz- und Außenminister
- Arthur Ochs Sulzberger, US-amerikanischer Verleger und Herausgeber der New York Times
- Margaret Thatcher, Premierministerin des Vereinigten Königreiches
- Cyrus Vance, US-Außenminister
- Paul Volcker, Chairman des Federal Reserve System und Direktor des Council on Foreign Relations
- Felix Warburg, deutsch-amerikanischer Bankier
- Paul Moritz Warburg, deutsch-amerikanischer Bankier und Politiker
- Caspar Weinberger, US-Verteidigungsminister
- John Hay Whitney, Unternehmer, Verleger und US-Botschafter in London
- James Wolfensohn, australisch-amerikanischer Bankier, Präsident der Weltbank
- James Woolsey, CIA-Direktor